# Sông Willamette

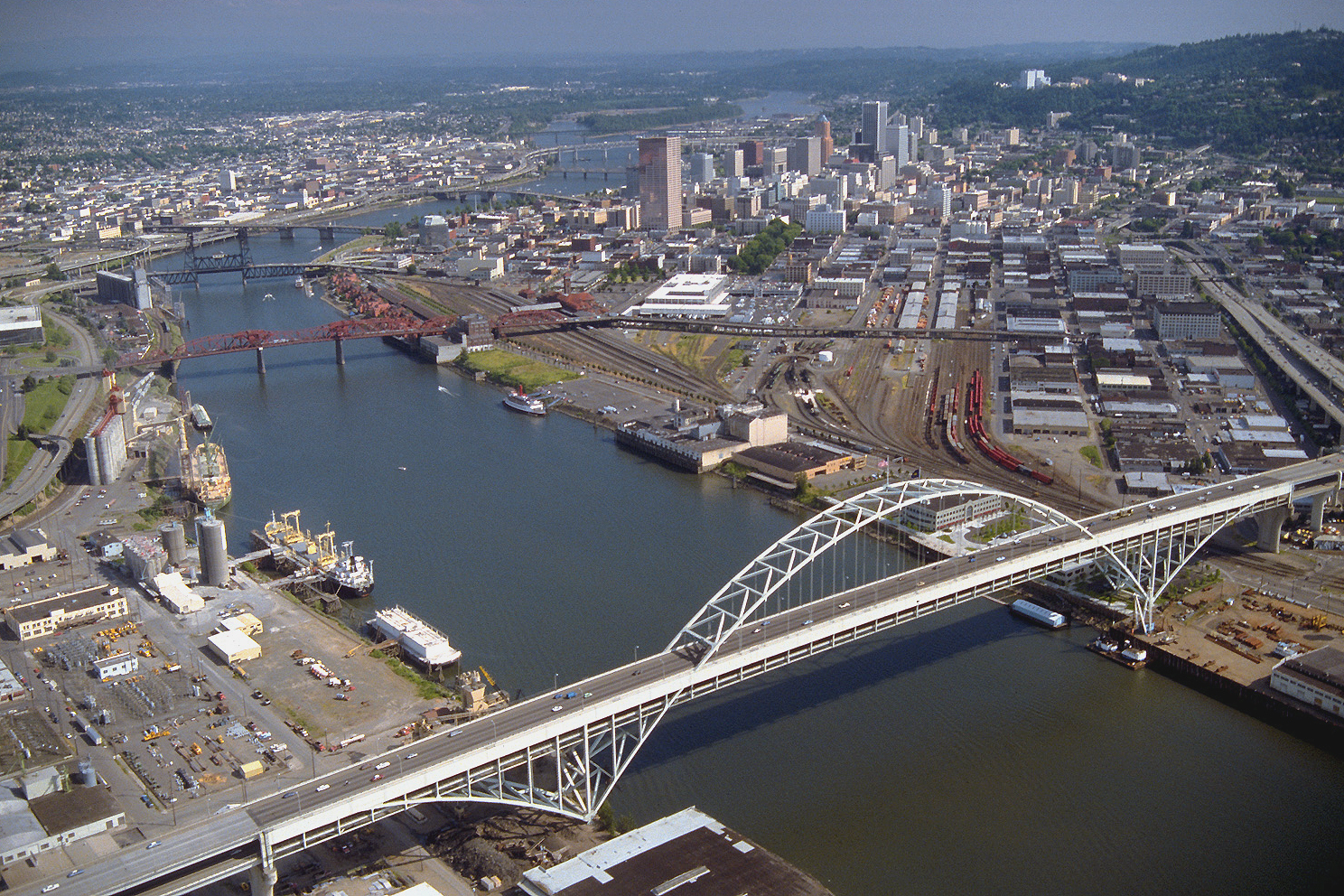
Sông Willamette chảy qua phố chính Portland, hình chụp năm 1988

Sông Willamette wɪ.læ.mɨtⓘ là một sông nhánh của Sông Columbia, dài 187 dặm Anh (301 km), trong vùng tây bắc Oregon của Hoa Kỳ. Chảy về hướng bắc giữa Dãy núi Duyên hải (Coastal Range) và Dãy núi Cascade, con sông và các sông nhánh của nó hình thành một vùng lòng chảo được gọi là Thung lũng Willamette bao gồm 68% dân số Oregon, trong đó có thành phố lớn nhất là Portland nằm dọc theo hai bờ sông gần nơi tiếp giáp với Sông Columbia. Thung lũng tươi tốt của nó nhờ có nhiều mưa bên phía tây Dãy núi Cascades tạo nên một trong những vùng nông nghiệp màu mở nhất Bắc Mỹ và đã từng là nơi đến của nhiều nếu không muốn nói là đa số các di dân đi dọc theo Đường mòn Oregon. Con sông là một con đường giao thông quan trọng xuyên suốt phần nhiều lịch sử ban đầu của tiểu bang, cung cấp một phương tiện để đưa các nguồn tài nguyên nông nghiệp và gỗ khổng lồ của tiểu bang ra thế giới bên ngoài.
Một phần cánh đồng ngập lụt của con sông (Đồng ngập lụt Willamette) được thiết lập thành một Khu Tự nhiên Quốc gia năm 1987; mười năm về sau con sông được gọi là một trong mười con Sông Di sản Mỹ.

## Mô tả

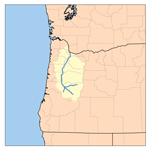
Lưu vực Sông Willamette

Sông Willamette hình thành với ba nhánh riêng lẻ trong các ngọn núi miền nam và đông nam của Eugene, ở cuối phía nam của Thung lũng Willamette. Nhánh trung và nhánh bắc của Sông Willamette bắt đầu ở phía tây của Dãy núi Cascade giữa ba đỉnh núi lửa tên Three Sisters (Ba chị em) ở phía nam Đỉnh núi Diamond trong đó nhánh trung nhận nước của nhánh bắc phía tây bắc của Oakridge và chảy về hướng tây bắc qua các ngọn núi cuối phía nam của Thung lũng Willamette. Nhánh duyên hải bắt đầu trong những ngọn núi thấp hơn ở phía nam của Cottage Grove chảy về hướng bắc và nhập vào nhánh trung cách phía đông nam Eugene khoảng 2 dặm Anh (3.2 km).
Từ Eugene, các dòng sông kết hợp chảy theo hướng bắc tây bắc qua vùng đồng bằng miền nam Thung lũng Willamette đến Corvallis, rồi theo một hướng ngoằn ngoèo đi qua Albany rồi uốn quanh các ngọn đồi biệt lập trong thung lũng trung tâm, sau đó đi ngang phía tây của phố chính của Salem. Từ Salem, nó chảy về hướng bắc qua đồng bằng tây bắc của thung lũng tới những ngọn đồi ở Newberg là nơi nó uốn khúc gắt theo hướng đông đông bắc dọc theo những con đồi rồi đi qua khu vực Oregon City, là vị trí của Thác Willamette. Từ Oregon City, nó chảy theo hướng tây bắc qua Lake Oswego và Milwaukie ở rìa phía nam của Portland, rồi chảy qua ngay điểm giữa của phía đông và tây Portland. Trên đoạn sông này có một loạt cầu nội ô bắt ngang dòng của nó. Ở hạ lưu của phố chính Portland, nó chảy về hướng tây bắc qua khu vực cảng kỹ nghệ của Bến cảng Portland, rồi chia thành hai nhánh uốn quanh Đảo Sauvie trước khi đổ vào Sông Columbia từ phía tây. Nhánh chính của nó nhập vào sông Columbia ở rìa phía bắc của Portland và nhánh nhỏ hơn gọi là Multnomah Channel nhập vào sông Columbia khoảng 15 dặm Anh về hướng bắc tây bắc ở St. Helens. 

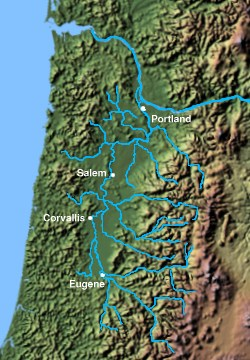
Các nhánh sông của Sông Willamette

Nhiều nhánh sông nhỏ lấy nước từ các thung lũng xung quanh cũng như những khu vực của Dãy núi Cascade và Dãy núi Duyên hải. Hạ lưu từ chỗ những nhánh nhỏ hội tụ lại, nó nhận nước từ Sông McKenzie phía bắc Eugene, và Sông Long Tom từ tây nam cách Corvallis khoảng 10 dặm (16 km) về phía nam. Nó cũng nhận nước của Sông Marys từ phía tây Corvallis, và Sông Calapooia từ phía đông nam cách Corvallis 5 dặm (8 km) về hướng tây bắc. Nó cũng nhận nước từ Sông Santiam từ phía đông và Sông Luckiamute từ phía tây trong khoảng cách 1 dặm giữa hai con sông, cách Albany khoảng 5 dăm về phía bắc. Nó cũng lấy nước của Sông Yamhill từ phía tây ở Dayton, Sông Molalla từ đông nam gần Canby, Sông Tualatin từ phía tây tại West Linn, Sông Clackamas từ đông nam ở Gladstone.
Con sông tạo một phần phân giới của các quận sau đây: Benton, Linn, Polk, Marion, Yamhill và Clackamas. Các nhánh sông của Sông Willamette cũng lấy nước một phần hoặc toàn bộ các khu vực quận sau đây Lane, Washington và Multnomah.
Mặc dù các tàu đò có chạy trên thượng nguồn của Sông Willamette trong những thập niên đầu của thế kỷ 20, hiện tại có rất ít lưu thông thương mại trên sông đoạn phía trên Thác Willamette. Âu thuyền Thác Willamette cho phép lưu thông bằng tàu, chính yếu là cho các tàu thuyền giải trí chạy quanh thác. Trên sông trong Thung lũng Willamette Valley có ba bến phà băng ngang sông. Ba bến phà nằm ở (từ nam lên bắc) Buena Vista, Wheatland, và Canby. Những âu thuyền duy nhất trên sông chỉ có ở tại Oregon City.
Sông Willamette có xu hướng bị lụt lội theo định kỳ. Các trận lục đáng kể gồm có những trận lục vào năm 1861 (mà phá hủy Linn City, Oregon), 1899, 1964, và 1996.